# Бішево (Козловський район)
Бі́шево (рос. Бишево, чув. Ырашпулăх) — присілок у складі Козловського району Чувашії, Росія. Входить до складу Ємьоткінського сільського поселення.
Населення — 139 осіб (2010; 158 у 2002).
Національний склад:
- чуваші — 97 %